# Moj planet (revija)
Moj planet je mesečna slovenska otroška poljudnoznanstvena revija, namenjena otrokom, starim od 9 do 15 let. Izhaja od leta 2005. Izdaja jo Mladinska knjiga. Na leto izide 11 številk, poletna je dvojna.
Njena različica za predšolske otroke se je imenovala Mini moj planet (2007-2011) oz. Mali moj planet (2011-2013).